# ジュウロクササゲ
ジュウロクササゲ（十六大角豆、学名: Vigna unguiculata ver. sesquipedalis）はササゲの一亜種（品種とする説もある）。アフリカ原産のササゲには蔓（つる）が長い蔓性と、蔓なしの矮性の2種類があるが、十六ささげは蔓性である。地域によっては「長ささげ」、「十八ささげ」、「十八豆」、「三尺ささげ」、「ふろう豆」、「ほろ豆」などとも呼ばれ、主に若い莢を食用にする。

## 特徴
原産地は、アジア・アフリカの熱帯。品種群の多様性の中心は東南アジアである。若いうちは上方に莢が向くので、ササゲ（捧げ）の名がある。さやの中に豆が16個あることから「十六ささげ」と名づけられた。豆は熟すとアズキに似た赤褐色。
亜種名は「sesquipedalis（半尺）」と付けられているが、さやの長さは30 - 40cmと1尺以上にもなる。形はインゲンマメに似ているが、柔らかく、火も通りやすいのが特徴。草の丈は2 - 4m。熱帯性で、高温や乾燥に強く、真夏に結実する。その一方、低温に弱い。葉にはやや光沢がある。花は紫色または白色の蝶型花。
さやの長さ、色合いなどで異なる品種がある。
- けごんの滝 - 「三尺ササゲ」ともよばれるさやの長い品種で、長さ40 - 60 cmにもなる多収品種。サカタのタネ、園研育成。病気に強くつくりやすい[4]。
- 紀ノ川 - 八江農芸の品種で、暑さに極めて強く、開花後15日ほどたち、さや長30 cmくらいで収穫する[4]。
- つるありささげ紫種 - フタバ種苗が育成した紫色のさやが目を引く品種。つるは4 mほど伸び、暑さにもきわめて強く、生育旺盛でつくりやすい[4]。

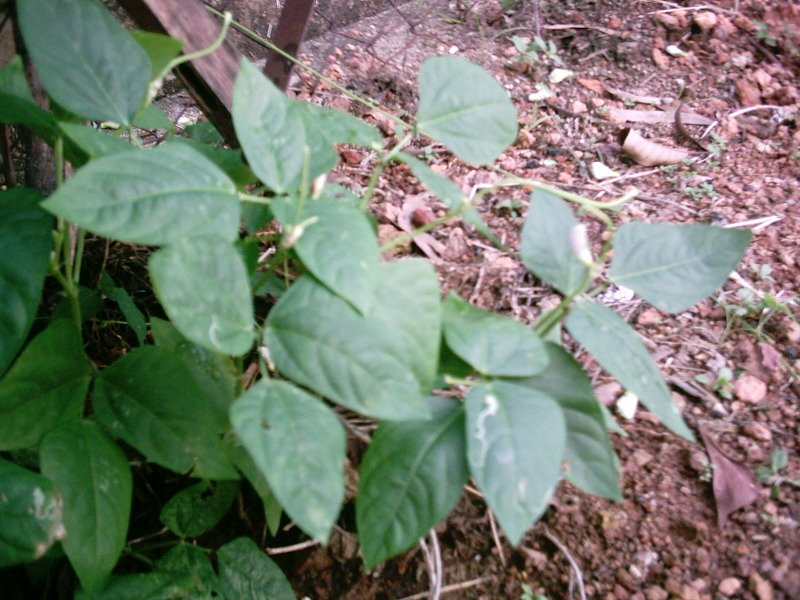
葉
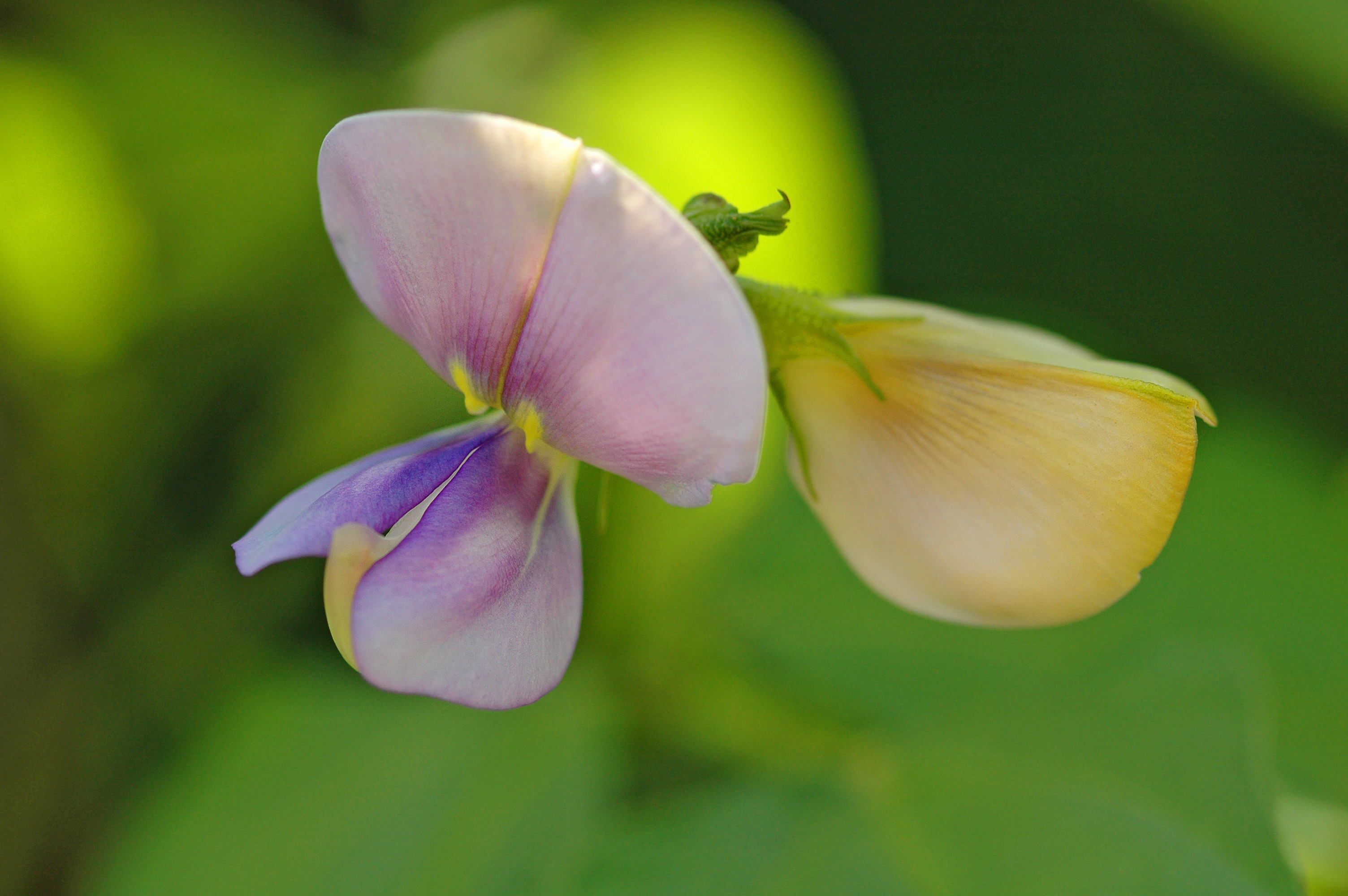
花
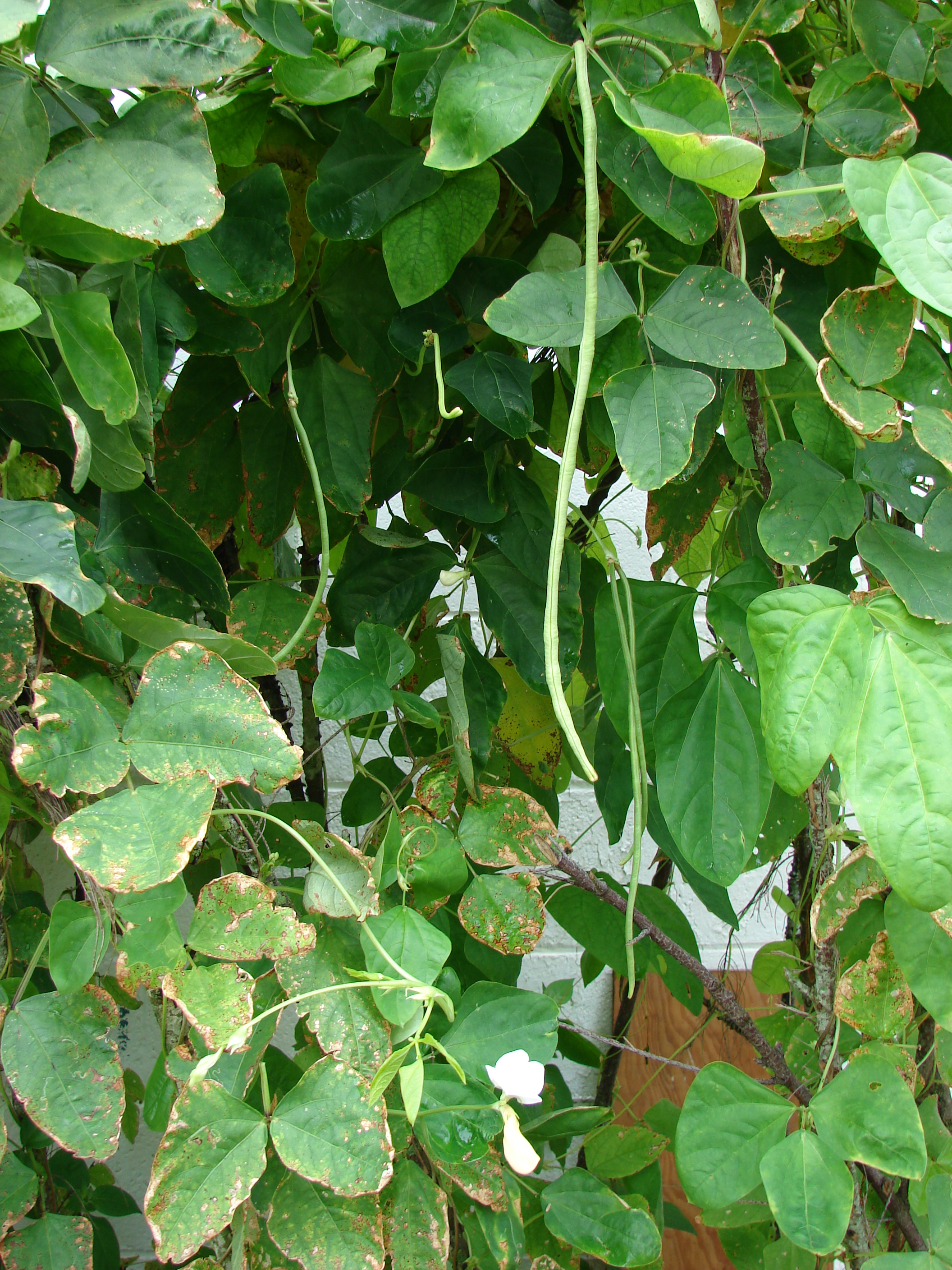
莢の付き方
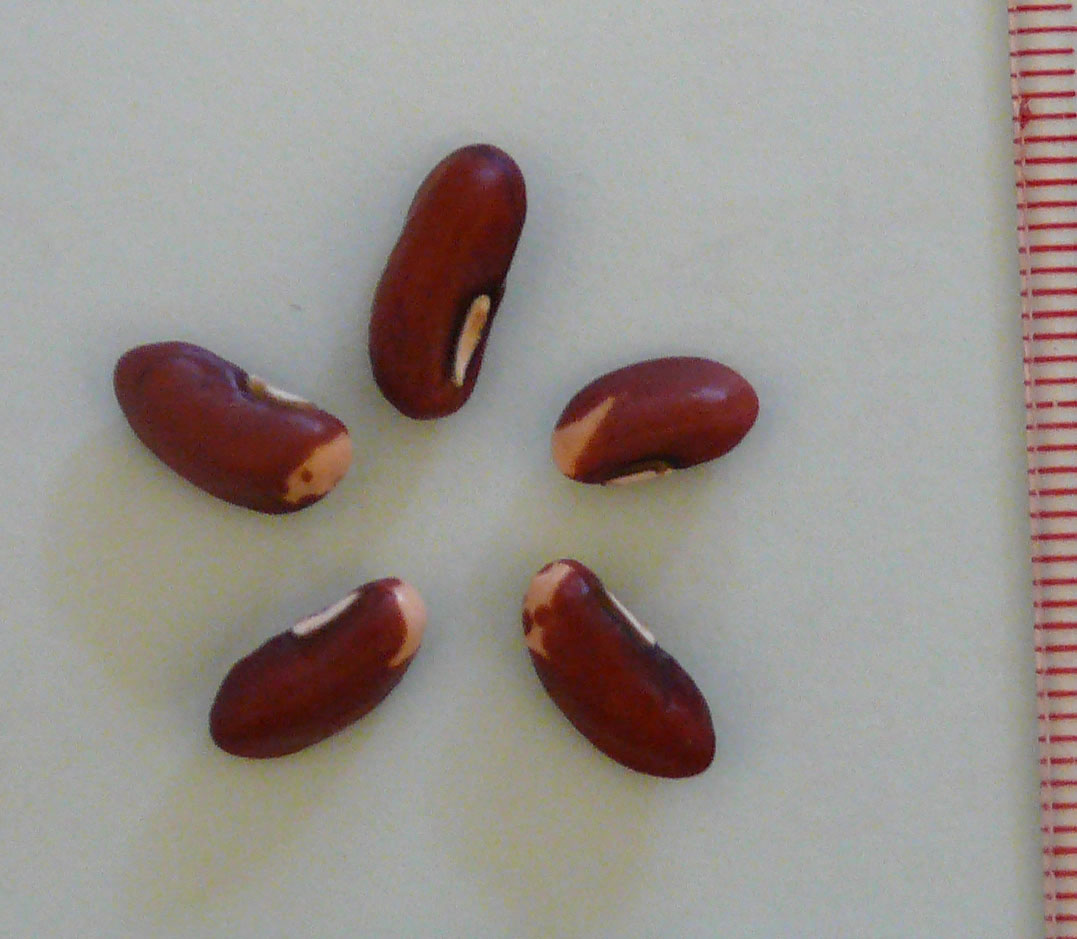
種子

## 栽培
春に種をまき、晩春に植え付け、初夏から盛夏にかけて若いさやを収穫する。ふつう、畑に直まきして育てていくが、早出しで栽培するときは育苗してから定植する。マメ類の中でも最も乾燥や高温に耐え、盛夏もよく実どまりして育てやすい。栽培法は、つるあり種のインゲンマメと同じである。つるが3 m以上にも達するので、つるの重みに耐える丈夫な支柱を立て、横にも支柱渡しをする。さやの長さが40 - 60 cmになったら、さやがやわらかいうちに収穫する。
苗をつくるときは、育苗ポットに3 - 4粒の種をまき、乾燥を防ぐため新聞紙などをかけてビニールトンネルなどで保温して発芽させ、本葉2枚が出たころに間引きして1本にまとめ、本葉3 - 4枚の苗に仕上げる。畑は植え付け2週間前に幅80 cmくらいの畝をつくり、全面に堆肥や肥料を施して耕しておく。苗の植え付けは、畝に株間40 - 45 cmほど空けて行う。直まきする場合は、同様に株間を空けて3 - 4粒の種をまき、育苗と同様に育てる。つるは伸びてくるので、支柱は2.5 m以上のできるだけ高いものを立て、つるを紐などで誘引する。種まきから収穫するまで2か月かかり、つるは長く伸びていくので、追肥を2 - 3週間おきに行って土寄せし、たくさんさやがなるようにする。開花後10日ほどで、1本の果梗（かこう）に2 - 4本のさやがつく。さやの長さは40 - 60 cmほどあり、はさみで切り取って収穫する。

## 生産

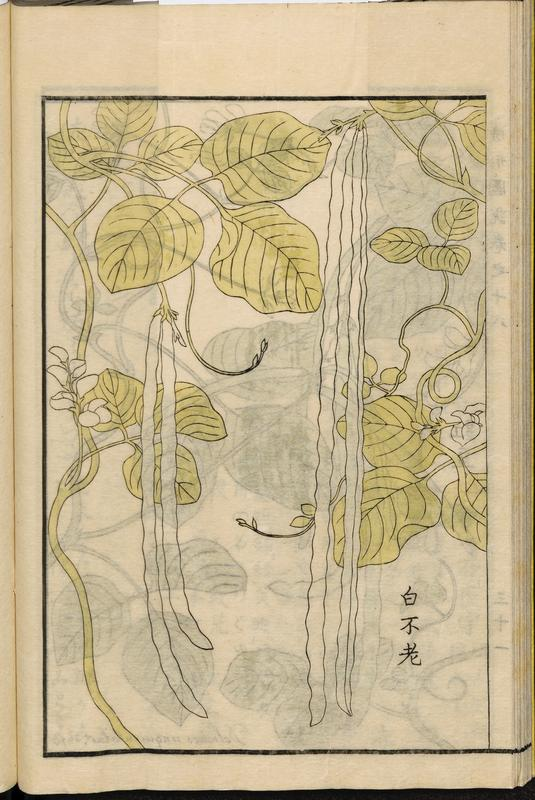
江戸時代の農業百科事典『成形図説』のイラスト（1804）

野生種が見られるアフリカの他、南アジア、東南アジア、中国南部など、各地で栽培されている。
中国では北宋の『図経本草』に「豇豆（ササゲ）」の記載がある。明の李時珍が著した『本草綱目』の「穀三」にも「豇豆」として記載があり、「各所で三、四月に植え、一種は蔓が長く、1丈余り、一種は蔓が短い」などと記されている。
日本では、古くは1823年（文政6年）に大和国山辺郡乙木村（現奈良県天理市乙木町）の大百姓山本喜三郎が記した古文書『山本家百姓一切有近道』に「一八ささげ」の記述があり、この頃には奈良盆地で広く栽培され、生活に根付いていたことが分かる。1890年（明治23年）に沖縄県農事試験場編が編纂した『花草類真写図』に記載があり、沖縄ではすでに知られた存在であった。中部地方で栽培を始めた時期は不明であるが、大正時代以前といわれている。本格的に栽培され始めたのは1945年（昭和20年）以降であるが、かつては広く栽培されていた。
現在では、主に愛知県と岐阜県、奈良県及び鹿児島県の種子島や奄美群島から沖縄県を中心とした地域で生産されている。食されるのもこの地方が中心である。あいちの伝統野菜、飛騨・美濃伝統野菜である。主な栽培地域は、愛知県尾張西部（愛西市、稲沢市など）、岐阜県美濃南西部（羽島市、本巣市）など、奈良盆地、鹿児島県奄美大島、喜界島、徳之島、種子島、屋久島、沖縄県沖縄本島、久米島など。
愛知県、岐阜県では5月に播種。7月後半から8月に収穫する。
沖縄県や奄美群島はウリミバエ発生地域のため、『植物防疫法』によってウリ科植物などとともに本土への移入が禁止されているため、現地で消費されている。

## 利用

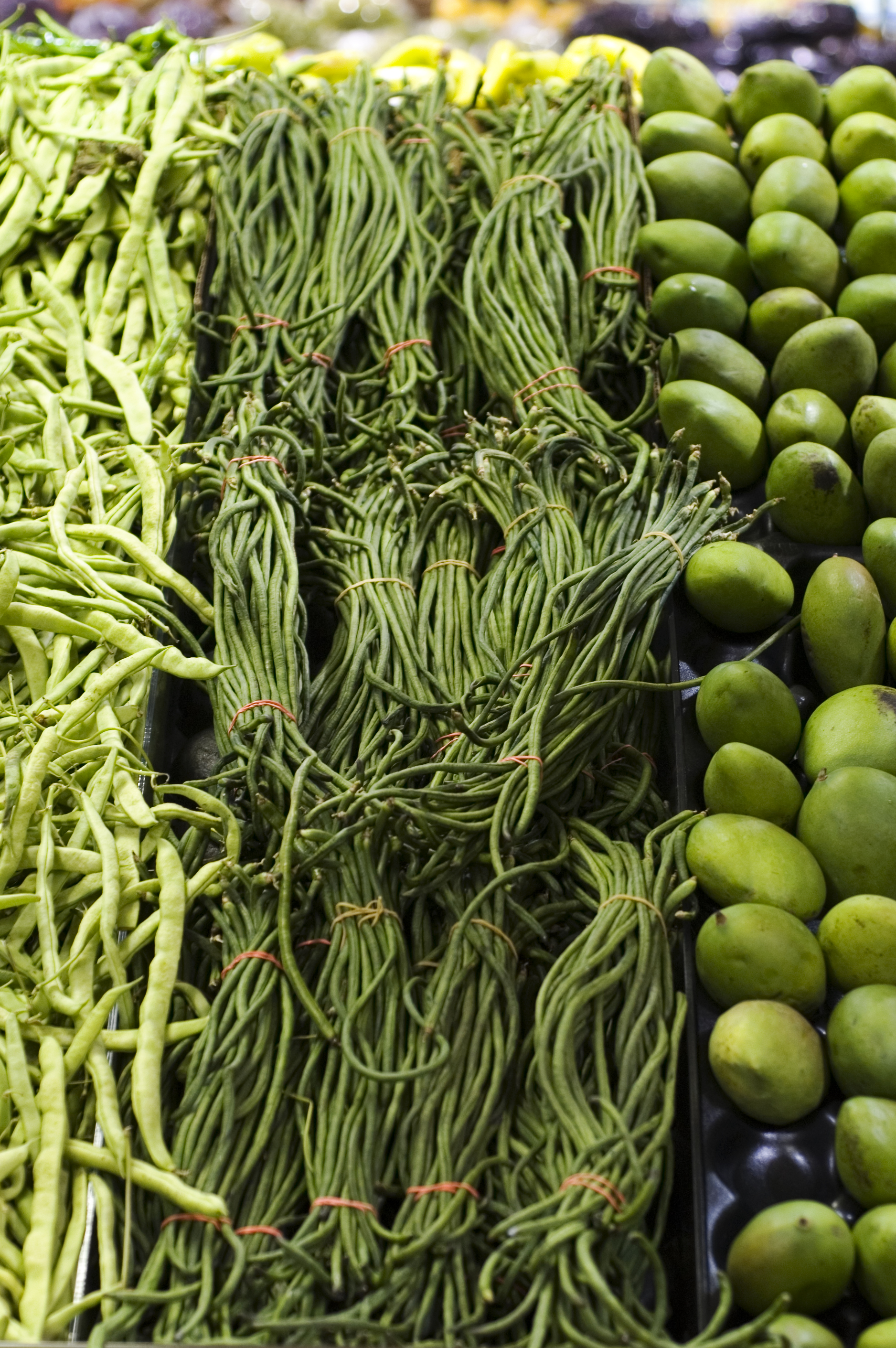
ジュウロクササゲの莢の束

主に若い莢を食用にする。食べ方としては、さやがまだ柔らかい状態で、さやごと食べるのが一般的である。
日本では、茹でておひたし、ゴマ和えにするほか、油炒め、煮物が多い。茹でた場合、しょうが醤油との相性が良い。奈良県では「十八豆」「十八ささげ」と呼び、郷土料理「七色のお和え」にして食べられるほか、お盆のお供えとして欠かせない物である。奄美料理では「ほろまめぃ」、「ふろー」などと呼び、煮物の他、蘇鉄味噌炒めにもされる。沖縄料理では「ふろまみ」「ふーろー豆」と呼び、炒め物、天ぷらなどにされる。
中国では「豆角（ドウジアオ）」または「長豇豆（チャンジアンドウ）」と呼び、炒め物が一般的である。広東料理では牛肉とXO醤炒めにしたり、刻んで卵焼きに入れたりされる。フィリピンでも炒め物にし、マレーシアではシュリンプペーストで炒めることが多い。インドではカレー（カリ）の具としてジャガイモなどと煮たり、カラシ風味の料理にされたりする。タイやラオスでは、刻んで生のままソムタムに加える。
血中コレステロールを下げる効果があるという。
種子は乾燥させて保存し、もやしにして食べる場合もある。